# 道の駅蓮如の里あわら
道の駅蓮如の里あわら（みちのえき れんにょのさとあわら）は、福井県あわら市にある国道305号の道の駅である。

## 概要
福井県あわら市では初となる道の駅。浄土真宗中興の祖といわれる蓮如が布教の拠点とした吉崎地区で、新たな観光拠点となる道の駅の整備を進めている。この道の駅は、従来の「休憩」が利用目的となる道の駅ではなく、道の駅自体や地域資源を楽しむなど、「目的地」となる道の駅を目指している。
国指定史跡「吉崎御坊跡」に隣接した施設で、建物は鉄骨平屋建てで、延べ床面積は約1,000 m2。

## 歴史
- 2020年（令和2年）10月12日 - 「あわら市道の駅基本計画策定委員会」を設立[6]。
- 2021年（令和3年）3月18日 - 「道の駅蓮如の里あわら基本計画」を策定[6]。
- 2022年（令和4年）6月11日 - 吉崎1丁目の建設地で起工式が行なわれる[4]。
- 2023年（令和5年）
  - 2月28日 - 国土交通省より道の駅第58回登録において、「道の駅蓮如の里あわら」として登録[1]。
  - 4月22日 - 開駅[1][2][3]。

## 施設
- 駐車場 66台
- トイレ 25器
- 情報提供・休憩施設
- 観光案内所
- ベビーコーナー
- 物販施設
- 飲食施設
- シャワー施設
- レンタサイクル
- EV充電施設
- 公衆電話
- 公衆無線LAN
- 汀児童公園

## アクセス
- 国道305号 - 登録路線（国道365号、福井県道・石川県道5号福井加賀線重複）
- 福井県道29号福井金津線 終点すぐ。
- E8 北陸自動車道 12 加賀ICより、石川県道61号加賀インター線、国道305号経由、約5 km。
- 北陸新幹線・IRいしかわ鉄道線 加賀温泉駅、またはIRいしかわ鉄道線・ハピラインふくい線 大聖寺駅から
  - 北鉄加賀バス吉崎線「吉崎」下車、約600 m。日帰りの場合は通年、駅発10時台→吉崎発13時台での往復に限られる。
- 北陸新幹線・ハピラインふくい線 芦原温泉駅、またはえちぜん鉄道三国芦原線 あわら湯のまち駅から、あわら市周遊タクシー「あわらぐるっとタクシー」（要予約）にて約16分、「道の駅蓮如の里あわら」下車。

## 周辺
- 吉崎御坊跡
- 北潟湖
- 北潟湖サイクリングルート